# Alistair Blair
Alistair Blair (Helensburgh, 5 febbraio 1956) è uno stilista scozzese.

## Carriera
Dopo essersi laureato alla scuola dell'arte Saint Martin di Londra nel 1978 nel Blair inizia a lavorare nel campo della moda nel 1983, come assistente di Marc Bohan da Dior, in seguito di Hubert de Givenchy ed infine di Karl Lagerfeld da Chloé.
Dopo aver trascorso sei anni nella capitale francese, il suo prêt-à-porter ha raggiunto i livelli qualitativi della moda continentale, e nel marzo 1989, Alistair Blair è finalmente pronto a presentare la prima collazione con il proprio nome. Lo stile Blair si contraddistingue per una rivisitazione della moda del passato, attualizzata con materiali moderni, fra cui spicca l'utilizzo di un cachemire e flanella preziosi.
Nei tardi anni novanta, Blair viene assunto come principale stilista della prestigiosa casa di moda Louis Féraud, e le sue creazioni ottengono un notevole successo fra le donne dell'aristocrazia francese. In seguito ha lavorato per Laura Ashley sino al 2004.